# Georg Autenrieth
Georg Autenrieth (Schwand, 3 novembre 1833 – Norimberga, 8 giugno 1900) è stato un filologo classico e linguista tedesco.

## Biografia
Dal 1852 studiò filosofia, filologia e teologia all'Università di Erlangen e, dopo il completamento degli studi, fu insegnante di diversi argomenti presso il ginnasio di Erlangen (1857-1872). Nel 1869 conseguì il titolo di professore. In seguito, ricoprì il ruolo di rettore nei ginnasi di Zweibrücken (1872-84) e Norimberga (1884-1900).

## Opere
- Bayerische Fürstentafel, zunächst für den Schulgebrauch entworfen, 1864.
- Grundzüge der Moduslehre im Griechischen und Lateinischen, 1878.
- Das Sebaldusgrab Peter Vischers, historisch und künstlerisch betrachtet, 1887.
- Entwickelung der Relativsätze im Indogermanischen, 1893.
- Pfälzisches Idiotikon. Ein Versuch, 1899.

Dopo la morte del filologo Carl Friedrich Nägelsbach, Autenrieth pubblicò delle nuove edizioni delle sue opere, e pubblicò la sua biografia nell'Allgemeine Deutsche Biographie.